# Петропавловка (Упоровський район)
Петропа́вловка (рос. Петропавловка) — присілок у складі Упоровського району Тюменської області, Росія.
Населення — 196 осіб (2010, 195 у 2002).
Національний склад станом на 2002 рік:
- росіяни — 96 %